# Акомак (Вирџинија)
Акомак (енгл. Accomac) град је у америчкој савезној држави Вирџинија. По попису становништва из 2010. у њему је живело 519 становника.

## Демографија
Према попису становништва из 2010. у граду је живело 519 становника, што је 28 (5,1%) становника мање него 2000. године.
| Група             | 2000.       | 2010.       |
| Белци             | 382 (69,8%) | 360 (69,4%) |
| Афроамериканци    | 135 (24,7%) | 106 (20,4%) |
| Азијати           | 14 (2,6%)   | 3 (0,6%)    |
| Хиспаноамериканци | 12 (2,2%)   | 45 (8,7%)   |
| Укупно            | 547         | 519         |